# 灣岸 (加利福尼亞州)
灣岸（英語：Bayside）是位於美國加利福尼亞州洪堡縣的一個非建制地區。該地的面積和人口皆未知。

## 地理
灣岸的座標為40°50′32″N 124°03′49″W / 40.84222°N 124.06361°W，而該地的平均海拔高度為10米（即33英尺）。